# José Manuel Soto
José Manuel Jenaro Soto Delgado (* 19. September 1946 in San José, Costa Rica) ist ein ehemaliger Radrennfahrer aus Costa Rica.

## Sportliche Laufbahn
Soto war im Straßenradsport und im Bahnradsport aktiv. Er war Teilnehmer der Olympischen Sommerspiele 1968 in Mexiko-Stadt. Das olympische Straßenrennen beendete er nicht. Im Mannschaftszeitfahren kam Costa Rica mit Adrián Solano, José Sánchez, José Manuel Soto und Miguel Ángel Sánchez auf den 27. Rang.
1967 gewann Soto die Vuelta a Costa Rica. 1971 konnte er den Gesamtsieg wiederholen. 1972 wurde er Zweiter hinter Samuel de Jesus Herrera, 1965 Dritter in dem Etappenrennen. 1968 und 1972 holte er Etappensiege in der Rundfahrt.